# Anjunabeats
Anjunabeats je britanska trance glasbena založba, ki sta jo leta 2000 ustanovila Jonathan »Jono« Grant in  Paavo Siljamäki iz Above & Beyond in je ena izmed največjih svetovnih trance založb.
Leta 2005 so Above & Beyond ustanovili še podzaložbo Anjunadeep za izdaje, ki ne spadajo v koncept glavne založbe.

## Izvor imena
Anjuna je ime plaže v Goi, na zahodni obali Indije, ki je bila nekoč znana destinacija hipijev in je še danes popularna med turisti. Poleg tega sta se Jono in Paavo začela navduševati za elektronsko glasbo prav po poslušanju Goa Mix-a Paula Oakenfolda.

## Producenti z izdajami na Anjunabeats
- 8 Wonders
- Aalto
- Above & Beyond
- Adam Nickey
- Alt+F4
- Andy Moor
- Anhken
- Aspekt
- Bart Claessen
- Boom Jinx
- Carrie Skipper
- Dan Stone
- Daniel Kandi
- Daniel Neumann
- Dave Schiemann
- DJ Tab
- Endre
- Evbointh
- Free State
- Hawk
- Jaytech
- Joonas Hahmo
- Jono Grant
- Justine Suissa
- Kaste
- Kyau & Albert
- Lucas & Beltram
- Luminary
- Maor Levi
- Mark Pledger
- Matt Hardwick
- Menno De Jong
- Michael Cassette
- Mike Koglin
- Mike Shiver
- Myon & Shane54
- Nitromethane
- Nitrous Oxide
- OceanLab
- Oliver Smith
- Özgür Can
- P.O.S. (Paavo Siljamäki)
- Purple Mood
- Proff
- Remo-Con
- Rollerball
- Rusch & Murray
- Signalrunners
- Smith & Pledger
- Stephen J. Kroos
- Sundriver
- Sunny Lax
- Super8
- Super8 & Tab
- Supermodels From Paris
- Tranquility Base
- Tritonal
- Vardran
- Yilmaz Altanhan